# Dominik Borozni
Dominik Borozni (* 6. Juni 1985) ist ein kroatischer Fußballspieler.

## Karriere
Borozni begann seine Karriere beim SV Austria Salzburg. Im Juli 2003 debütierte er für die Amateurmannschaft der Austria in der Regionalliga, als er am ersten Spieltag der Saison 2003/04 gegen den FC Hard in der Startelf stand.
Borozni spielte auch nach der Übernahme von Red Bull weiterhin für die inzwischen als Red Bull Juniors auftretende Amateurmannschaft der Salzburger. Mit den Juniors konnte er 2007 in die zweite Liga aufsteigen. Sein Debüt in der zweithöchsten Liga gab er im Juli 2007, als er am ersten Spieltag der Saison 2007/08 gegen den FC Gratkorn in der Startelf stand und in der 89. Minute durch Michael Obermair ersetzt wurde.
Nach der Saison 2007/08 verließ er die Red Bull Juniors. Nachdem er eine Saison vereinslos gewesen war, wechselte er zur Saison 2009/10 zum Regionalligisten SV Grödig. Mit den Grödigern konnte er zu Saisonende in die zweite Liga aufsteigen. Nach dem Aufstieg schloss Borozni sich dem Regionalligisten SV Austria Salzburg an.
Im Januar 2012 wechselte er in die 2. Klasse Nord B zum UFC Siezenheim. 2013 stieg er mit Siezenheim in die 1. Klasse Nord, 2014 in die 2. Landesliga Nord auf. Im Januar 2015 schloss er sich dem siebtklassigen oberösterreichischen Verein USV St. Pantaleon an.
Im Januar 2016 wechselte er zum achtklassigen ATSV Schneegattern. Nach einem halben Jahr beim Verein aus Lengau kehrte er im Sommer 2016 zur drittklassigen Austria Salzburg zurück.